# The Tankard
Albums de Tankard
Two-Faced
(1994) Disco Destroyer
(1998)
The Tankard est le septième album studio du groupe de thrash metal allemand Tankard. L'album est sorti en 1995 sous le label Noise Records. C'est le dernier album du groupe sorti sous ce label.
C'est le premier album de Tankard enregistré avec le batteur Olaf Zissel et sans le guitariste Axel Katzmann. C'est également le premier album du groupe enregistré avec quatre membres, dont un seul guitariste.

## Musiciens
- Andreas "Gerre" Geremia - Chant
- Frank Thorwarth - Basse
- Andy Bulgaropulos - Guitare
- Olaf Zissel - Batterie

## Liste des morceaux
1. Grave New World - 5:53
2. Minds on the Moon - 3:20
3. The Story of Mr. Cruel - 4:47
4. Close Encounter - 4:26
5. Poshor Golovar - 5:22
6. Mess in the West - 4:21
7. Atomic Twilight - 4:49
8. Fuck Christmas - 2:47
9. Positive - 4:39
10. Hope? - 3:59